# 圣日耳曼德拉格朗日
圣日耳曼-德拉格朗日（法語：Saint-Germain-de-la-Grange，法語發音：[sɛ̃ ʒɛʁmɛ̃ də la ɡʁɑ̃ʒ]）是法国伊夫林省的一个市镇，属于朗布依埃区。

## 地理
圣日耳曼-德拉格朗日（48°50'1"N, 1°53'58"E）面积5.23 平方千米，位于法国法蘭西島大區伊夫林省，该省份为法国北部内陆省份，北起瓦兹河谷省，西接厄尔省，西南接厄尔-卢瓦省，东南接埃松省，东临上塞纳省。
与圣日耳曼-德拉格朗日接壤的市镇（或旧市镇、城区）包括：蒂韦瓦勒-格里尼翁、维利耶-圣弗雷德里克、贝讷、诺夫勒堡、普莱西尔。
圣日耳曼-德拉格朗日的时区为UTC+01:00、UTC+02:00（夏令时）。

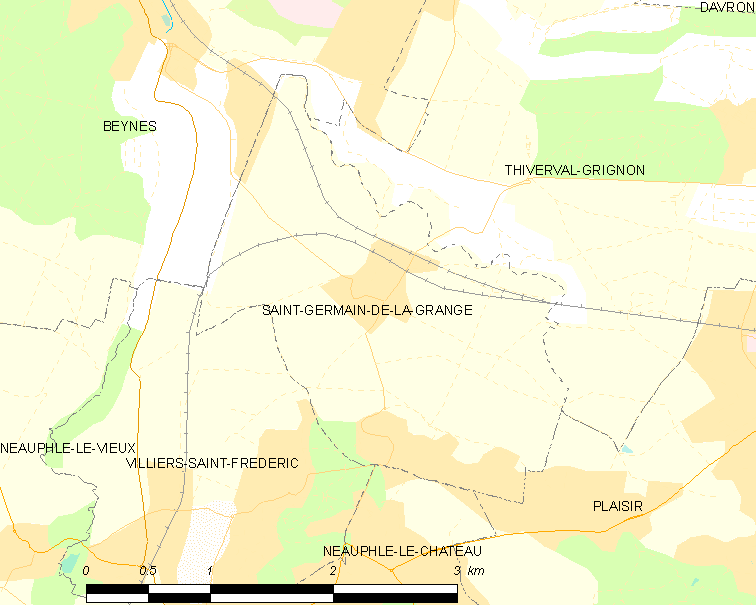
圣日耳曼-德拉格朗日的OSM定位图

## 行政
圣日耳曼-德拉格朗日的邮政编码为78640，INSEE市镇编码为78550。

## 政治
圣日耳曼-德拉格朗日所属的省级选区为欧贝让维尔县。

## 人口

1962-2008年间圣日耳曼-德拉格朗日人口变化图示

圣日耳曼-德拉格朗日于2022年1月1日时的人口数量为1842人。